# Icener

Icenernas område

Icener (Iceni) var ett keltiskt folk tillhörande folkstammen britanner. De levde i dagens Norfolk i England från första århundradet före Kristi födelse till första århundradet efter Kristi födelse. 
Folket nämns av Tacitus som år 118 skrev om händelser i Britannia under första århundradet efter Kristi födelse. Han nämnde att icenerna hjälpte romarna vid kejsar Claudius invasion av de brittiska öarna år 43. För detta fick de belöningen att icenernas rike kunde fortsätta som klientkungadöme.    
År 61 gjorde de uppror mot romarna. Det sista av de två upproren var det största och det mest framgångsrika. Förhistorien var att stammens kung, Prasutagus försökte att ge halva sitt rike till familjen framför romarna. Den romerska Prokuratorn Catus Decianus tog hela området och lät Prasutagus fru Boudicca piskas och hans döttrar våldtas. Det ledde till att Boudicca samlade en stor skara män och gick emot Camulodunum som plundrades och brändes. Hon utsatte därefter Verulamium och Londinium för samma behandling. Romarna klarade att besegra icenerna på slagfältet utanför London. Idag finns det en stor staty efter Boudicca hållande ett svärd vid Westminster Bridge i London.   
Sedan icenernas uppror krossats gjordes deras rike om till en romersk administrativ enhet, kallad civitas. Administrationscentret var Venta Icenorum, som låg ca 2–3 km från byn Caistor St. Edmund omkring 8 km syd om dagens Norwich.
Flera mynt präglade av icenerna har hittats. Flera av dem har en avbildning på en häst vilket man tror hade en speciell betydelse för stammen. Man har även funnit tunga halsringar av material som guld, silver och elektrum.